# Wookiee
Wookiee är en fiktiv björnliknade varelse i de amerikanska science fiction-filmerna Star Wars.

## Utseende
Wookieer är större än människor och mycket starkare och uthålligare. Medellängden är drygt två meter.  De har svart hudfärg och är täckta med lång päls som varierar mellan brunt, svart och grått. Wookieernas händer är försedda med infällbara klor vilket underlättar trädklättring.
Wookieer kommunicerar genom brummande och morrande ljud. De förstår ofta allmänspråket men utformningen på deras mun och svalg gör att de inte kan uttala det.
Wookieer kan leva upp till 600 år.

## Uppförande
Wookieer är kända för att ha ett hett temperament och lätt blir arga.
Wookieerna lyder under den wookieeska hederskoden. Den heligaste delen i hederskoden hanterar reglerna för livsskuld. Denna innebär att om någon räddar en wookiees liv, även om det är någon som inte själv är wookiee, står den räddade wookieen i evig skuld till sin räddare och ska under resten av sitt liv tjäna räddaren och dennes familj. Chewbacca har en livsskuld till Han Solo.
| ”                                   | It is not wise to upset a wookiee. | „ |
| – Han Solo ger C-3PO ett klokt råd. |                                    |   |

## Hemvärld
Wookieer lever i trädbyar på den djungelliknande planeten Kashyyyk.

## Kända medlemmar av rasen

### Chewbacca med familj

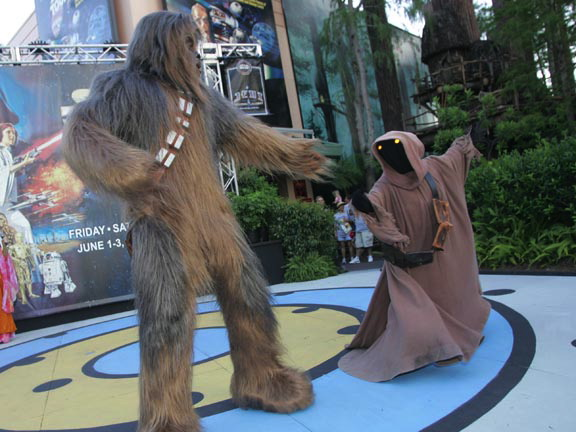
Chewbacca dansar med en Jawa.

Chewbacca, Han Solos andrepilot, är den mest kända wookieen. 
Mallatobuck och Lumpawarrump är Chewbaccas fru respektive son i TV-filmen Stjärnornas krig och fred från 1978. Där dyker också Chewbaccas far upp, Attichitcuk, som är ledare för Kaapauku-stammen.

### Tarfful
Tarfful är en av Chewbaccas närmsta vänner och general över wookieearmén på Kashyyyk i Star Wars: Episod III – Mörkrets hämnd. Han blev dock senare slav i Rymdimperiets tjänst.